# Cumandá
Cumandá – miasto w Ekwadorze, w prowincji Chimborazo, siedziba kontonu Cumandá.